# Isabel Eizmendi Pérez
Isabel Eizmendi Pérez (Sant Sebastià, País Basc, 15 de juny de 1970) és una atleta catalana, d'origen basc, especialitzada en curses de fons, i curses d'orientació en bicicleta de muntanya.
Durant la seva trajectòria esportiva ha format part de la secció d'atletisme del FC Barcelona, de l'Associació esportiva Blanc-i-Blau, i del Club Esportiu Xinoxano Orientació. Guanyà el Campionat de Catalunya de 5.000 metres llisos en dues ocasions, el 2003 i el 2004. El mateix any 2004 participà en el Campionat del Món de mitja marató. El 2005 se centrà en la marató i aquell mateix any disputà el Campionat del Món d'aquesta especialitat. L'any 2008 abandonà la marató a causa d'una lesió i s'inicià en proves de duatló, curses de muntanya i curses d'orientació. Formant part del Club Esportiu Xinoxano Orientació, l'any 2009 es proclamà campiona de Catalunya de ciclo-orientació, una modalitat esportiva que combina la bicicleta tot terreny amb les cursa d'orientació.
Eizmendi també ha participat i guanyat diverses curses populars de renom, com la Cursa d'El Corte Inglés el 2004 i el 2006, la Jean Bouin el 2006, o la Cursa de la Mercè els anys 2004 i 2007. Em mitja marató de muntanya, guanyà la XXVI Mitja Marató Internacional d'Eivissa.

## Millors marques[8]
| Disciplina     | Temps     | Data                   | Lloc                                |
| -------------- | --------- | ---------------------- | ----------------------------------- |
| 10.000 metres  | 0:34.14   | 19 de setembre de 2004 | Barcelona Catalunya                 |
| 20 quilometres | 1:10.38   | 9 de març de 2008      | Alphen aan den Rijn Països Baixos   |
| Mitja marató   | 1:12.36   | 15 de maig de 2004     | Sant Sebastià País Basc             |
| Marató         | 2:31:52.9 | 9 d'abril de 2006      | Rotterdam Països Baixos             |
| 3.000 metres   | 9:18.56   | 22 de maig de 2004     | l'Hospitalet de Llobregat Catalunya |
| 5.000 metres   | 15:43.67  | 5 de juny de 2004      | Sevilla Espanya                     |
| 10.000 metres  | 33:55.10  | 17 de juliol de 2011   | Avilés Espanya                      |
| 3.000 metres   | 9:21.26   | 16 de febrer de 2002   | Sevilla Espanya                     |